# 格林村 (紐約州)
格林村（英語：Village Green）是位於美國紐約州奧農達加縣的普查規定居民點。

## 人口
根據2020年美國人口普查的數據，格林村的面積為3.01平方千米，當中陸地面積為2.99平方千米，而水域面積為0.02平方千米。當地共有人口3834人，而人口密度為每平方千米1,273.75人。